# 桜井明美
桜井 明美（さくらい あけみ、1970年2月25日 - ）は、日本の女優、声優。静岡県出身。劇団民藝所属。

## 来歴
静岡県藤枝市生まれ。豊橋市立豊岡中学校、愛知県立豊橋西高等学校の6年間を豊橋で過ごす。にっかつ芸術学院を卒業後、1990年に劇団民藝に入団する。1999年9月に豊橋ふるさと大使に就任。

## 出演

### 舞台
- 2005年　 『火山灰地』 かねよ/村人たち役
- 2005年　 『山猫理髪店』 女2役
- 2006年　 『橋からの眺め』 キャサリン役
- 2007年　 『双城冬季』 河野秀美役（日中合同）
- 2007年　 『白バラの祈り』 ゾフィー・ショル役
- 2008年　 『海霧』 平出ルイ役
- 2010年　 『そしてナイチンゲールは歌う…』 ジョイス・ストット役
- 2010年　 『どろんどろん』 おせん役
- 2013年　 『夏・南方のローマンス』 女Ａ役
- 2014年　 『白い夜の宴』 凉役
- 2014年　 『蝋燭の灯、太陽の光』 スター役
- 2015年　 『根岸庵律女』 衣川登代役
- 2016年　 『光の国から僕らのために』 金城裕子役
- 2016年　 『篦棒』 篠原恵梨香役
- 2017年　 『「仕事クラブ」の女優たち』中田雪枝役
- 2017年　 『33の変奏曲』クララ・ブラント役
- 2017年　 『野の花ものがたり』小嶋信子役
- 2017年　 『蝋燭の灯、太陽の光』スター役（各地）
- 2018年　 『ペーパームーン』三野瀬梢（英一・桃子の娘、デザイン事務所勤務）役
- 2018年　 『光の国から僕らのために』金城裕子役（各地）
- 2018年　 『神と人とのあいだ』第二部夏・南方のローマンス_女A役
- 2019年　 『夏・南方のローマンス』女Ａ役（各地）
- 2019年　 『泰山木の木の下で』髪を垂らした女役
- 2019年　 『野の花ものがたり』小嶋信子役（各地）
- 2019年　 『蝋燭の灯、太陽の光』スター役（各地）
- 2020年　 『ある八重子物語』ゆきゑ（竹内京子）役
- 2021年　 『地熱』お磯（蔦屋の女将）役
- 2024年　 『オットーと呼ばれる日本人』宋夫人と呼ばれるアメリカ人 役[3]
- 2025年　 『聴衆0の講演会』（中井ミチ）役[4]

### 映画
- 2006年　 『幸福』
- 2010年　 『十三人の刺客』
- 2012年　 『ワーキングホリデー』

### テレビドラマ
- 『渡る世間は鬼ばかり』（TBS）
- 『桜からの手紙』（日本テレビ）
- 『水戸黄門』（TBS）
- 『はぐれ刑事純情派』（テレビ朝日）
- 『ハガネの女』（テレビ朝日）

### テレビアニメ
- 『蟲師』

### 吹き替え
- 『サバ読み大作戦!』
- 『刑事フォイル』
- 『ミス・マープル4』
- 『名探偵モンク7』
- 『名探偵ポワロ　第三の女』
- 『6人の女 ワケアリなわたしたち』（パティ〈カミーユ・シャムー〉）

### CM
- 「木下の介護　ファミリー篇」
- 「イオンモールギフトキャンペーン」